# Novodružes'k
Novodružes'k (Ucraino: Новодружеськ; russo: Новодружеск) è un centro abitato dell'Ucraina, situato nell'oblast' di Luhans'k. Dal luglio 2022 è de facto parte della Repubblica Popolare di Doneck.